# Parasamoa gressitti
Parasamoa gressitti is een hooiwagen uit de familie Samoidae.